# フメリニツキー (コルベット)
U208 「フメリニツキー」（ウクライナ語: U208 «Хмельни́цький» ）は、ソビエト連邦（以下、ソ連）で建造されたウクライナ海軍のコルベット（ корвет ）である。艦名は、ウクライナ西部の都市フメリニツキーに因んだもの。

## 概要

### 建造と配備
「フメリニツキー」は、元はソビエト連邦海軍（以下、ソ連海軍）向けに建造された 12412 「モールニヤ-2」設計小型対潜艦のひとつ、 MPK-116 （ロシア語: МПК-116 ）であった。「 MPK 」は「小型対潜艦」（ малый противолодочный корабль ）の略号なので、「第 116 号小型対潜艦」といった意味になる。
MPK-116 は、1983年10月20日に、ロシア・ソビエト連邦社会主義共和国・ヤロスラーヴリのヤロスラーヴリ造船工場にて起工した。工場番号は、 512 とされた。1984年7月9日には、ソ連海軍の艦船リストに登録された。1985年1月26日に進水、その後水路経由でアゾフ海へ回航され、そこから黒海に入って受領試験を受けた。1985年9月9日には竣工し、同年11月12日には赤旗勲章受章黒海艦隊へ配備された。 MPK-116 は、ドヌズラーウ湖に停泊する第 17 水域警備艦戦隊第 307 対潜艦隊に配属された。

### ソ連崩壊後
ソ連が崩壊すると、黒海艦隊では独立したウクライナとロシア連邦とのあいだで艦船の帰属問題が発生した。黒海艦隊は1992年8月から両国の合同艦隊となり、所属艦艇は暫定的にソ連時代の海軍旗を修正した特別な軍艦旗を掲揚し続けた。
その後、段階的に艦艇が両国のあいだで分配されていった。 MPK-116 は、1995年春にはバラクラヴァに繋留された。同年12月には、そこで「ドニエプル」や「イズマイール」とともにウクライナ海軍へ引き渡されて「フメリニツキー」と命名された。艦番号は、新たに U208 が与えられた。1996年3月27日には、艦にウクライナ海軍旗が掲揚された。
1996年夏には修理が行われ、ブルガリアで行われた合同演習「シー・ブリーズ-96」へ参加した。その後、「フメリニツキー」は1997年8月までバラクラーヴァを母港としていた。1997年夏には「シー・ブリーズ-97」に参加するためブルガリアへ赴いたが、その後バラクラーヴァに戻ることなくセヴァストーポリのストリレーツィ湾へ移動した。

### ウクライナ時代
ウクライナ・ロシア二国の間で艦隊の分割案が採択されると、 MPK-116 は正式にウクライナが所有することになった。ロシア連邦海軍は1997年7月14日付けで MPK-116 を黒海艦隊より除籍し、同年8月1日付けで正式にウクライナ海軍へ全所有権が移った。ウクライナ海軍では、「 MPK-116 」を U208 「フメリニツキー」の艦名で登録し、分類もコルベットへ改めた。なお、ウクライナ海軍でコルベットに分類された艦艇については、従来の小型対潜艦を「対潜コルベット」、大型ミサイル艇を「打撃コルベット」と便宜上呼ぶことがあるが、「フメリニツキー」は前者に当たる。ロシア海軍は、1997年9月8日付けで MPK-116 を退役とした。
2002年にはフェオドーシヤのフェオドーシヤ製造合同「モーレ」で修理に入ったが、その後工事は停止し事実上の予備役となった。工事停止の理由は説明されていないが、姉妹艦の U207 「ウージュホロド」が1997年から同工場にて同様の状態になっていることについては資金不足のためと説明されている。
その後、「フメリニツキー」はセヴァストーポリへ曳航された。2005年5月29日の時点で、「フメリニツキー」は他艦とともにセヴァストーポリのストリレーツィ湾に停泊しているのが確認されている。2007年1月には、ドヌズラーウ湖へ戻った。2009年1月の時点で公式には現役に留まっており、ドヌズラーウ湖のノヴォオゼールネ・南海軍基地に根拠地を置く第 5 水域防衛戦隊所属となっている。2010年3月には、ウクライナ海軍軍事会議によってフェージル・ダヌィーロウ海軍大尉が新しい艦長に任命された。ダヌィーロウ海軍大尉は、同時に「ウージュホロド」の艦長に任命されたセルヒイ・ザウーホリヌィコウ海軍大尉とともに任命されたが、その選出方法が珍しいものであった。すなわち、ウクライナ海軍委員会は艦長候補者に艦長職に必要となる事項に関する質問を課し、その得点によって艦長を任命したのである。2010年9月23日現在、ドヌズラーウ湖に停泊している。2011年1月には航行試験を行っており、年度内には現役に復帰する予定である。

### 外見上の特徴
12412 設計は設計番号が同じでも艦によって構造上の違いが多く見られるため、個別に艦の特徴を述べなければならない。「フメリニツキー」は各バリエーションの中でも最も該当数の多いタイプの構造を持った、標準的な 12412 設計の外見を有している。
すなわち、航行（操艦）艦橋は前方の遮蔽板に加え両側が台形の遮蔽板で囲われたタイプで、側面から見ると航行（操艦）司令塔後方が台形に盛り上がっているように見える。航行司令塔上には左舷側に航法レーダー 「キヴァーチ-2」、右舷側に 45 cm 探照燈が設置されている。このため、航行艦橋の後部に探照燈は設置されておらず、その直後の射撃管制レーダー台座には航法レーダーは設置されていない。艦橋前には電子戦複合 PK-10 「スメールイ」は設置されておらず、船尾の電子戦複合 PK-16 だけを搭載している。カタログ上は電子情報収集複合「ヴィーンペル-R2」を搭載していることになっているが、実際の写真ではソ連時代もウクライナ時代もほかの多くの姉妹艦と同様、本来ならマスト上に設置されているはずの複合の送受信アンテナが設置されておらず、台座だけが設けられている。
艤装配置の詳細はリンク先の図のとおり。

## 舷側番号
その就役期間において、艦には以下のような舷側番号が記された。
 ソビエト連邦海軍
- 1985年 - 097
- 1990年 - 056

 ウクライナ海軍
- 1996年以降 - U208